# Andrew 'Ender' Wiggin
Andrew "Ender" Wiggin es un personaje de ficción de una serie de novelas de ciencia ficción creadas por Orson Scott Card, la Saga de Ender (El juego de Ender, La voz de los muertos, Ender el xenocida, Hijos de la mente, Ender en el exilio). Durante las novelas vemos crecer al personaje desde una perspectiva que nos permite analizar y comprender la maduración psicológica y moral del personaje. 
En la adaptación al cine de El juego de Ender, Ender fue interpretado por Asa Butterfield. 

## El juego de Ender
El juego de Ender es el primer libro de la Saga de Ender. Andrew "Ender" Wiggin era el menor de los tres hermanos Wiggin, a pesar de la política de un máximo de dos hijos por pareja. Su existencia fue acordada por un programa destinado a la producción de comandantes de guerra de la humanidad contra los Insectores/Fórmicos. Los generales del ejército humano habían tomado nota de las capacidades excepcionales, pero inadecuadas, de sus hermanos mayores: por  un lado, Peter (demasiado duro y agresivo) y por otro,  Valentine (que era demasiado compasiva). Se autorizó a sus padres a que tuvieran un tercer hijo que pudiera tener un carácter mixto entre los dos hermanos. Andrew “Ender” Wiggin era virtualmente tan talentoso, y conjugaba la firmeza y tenacidad de Peter con la empatía de Valentine. Ender fue equipado con un monitor que permitía a las autoridades militares supervisar su progreso, observando todas las emociones y pensamientos de Ender, convenciéndose de que era la gran esperanza para derrotar a los insectores. La vida de Ender en su hogar no fue fácil, teniendo que aguantar el acoso físico y psicológico de Peter por tener el monitor, pero también fue el lugar donde disfrutó el amor incondicional de su hermana Valentine. Ender fue trasladado por la Flota Internacional a los seis años de edad. La separación de sus padres fue para ellos un alivio, ya que aunque querían a su hijo, su presencia causaba tensión en el hogar porque Ender les recordaba el conflicto entre su religión y sus compromisos en contra de tener más de dos hijos.

### Escuela de Batalla
Ender fue enviado a la Escuela de Batalla, una escuela militar para jóvenes prodigios como él. Allí recibió la misma instrucción que sus compañeros, pero desde el principio los profesores sabían de sus capacidades para alcanzar el puesto de comandante, con lo que llegaron a manipular las normas de la escuela para asegurarse de que Ender no sólo lograba obtener las habilidades técnicas necesarias sino también el carácter adecuado para sus fines. En concreto, Ender estaba condicionado para ser totalmente autosuficiente y no depender de nadie, pese a su edad. Con este fin, Ender fue expuesto a una gran presión emocional y mental e incluso peligro físico. Los profesores adoptaron la prohibición de tomar medidas para proteger su seguridad con el fin de garantizar que Ender creyera que nunca nadie acudiría en su auxilio.

### Escuadra Dragón
Pese a las dificultades, Ender logró gracias a su constancia convertirse en el jugador con mejores porcentajes de la Escuela de Batalla. El siguiente paso que decidieron los militares fue centrarse en sus aspectos estratégicos, con lo que se le asignó el mando de la Escuadra Dragón la cual estaba compuesta por un grupo de estudiantes de valía no reconocida pero con aptitudes, con el objetivo de convertirlo en el ejército más exitoso en la historia de la escuela. 
En la sombra de Ender se revela que Julián "Bean" Delphiki fue quien realmente eligió a los miembros de la escuadra. Finalmente Ender y su ejército convertido en un grupo muy unido de amigos y conocidos (denominado en libros posteriores como jeesh, su camarilla o personales), a saber: Julian" Bean "Delphiki, Alai, Shen, Petra Arkanian, Dink Meeker, Crazy Tom, Hot Soup, Fly Molo, Vlad, Dumper y Carn Carby.

### Escuela de Alto Mando
Después de graduarse varios años antes de tiempo, fue trasladado a la Escuela de Mando de Eros. Allí se formaron en el combate de la flota interestelar con simuladores. Después de dominar el juego en condiciones normales, se pasó a uno en el que Ender tenía el control global de la batalla, en el que de modo directo transmitía órdenes a los demás (a sus amigos y asociados de la Escuela de Batalla). La simulación enemiga era programada por el antiguo salvador de la humanidad contra los insectores: su propio mentor, el legendario comandante Mazer Rackham. 
Durante meses, combatió junto a sus compañeros de confianza en una serie de agotadora batallas simuladas cada vez mayor dificultad, y aunque se ganó todas las batallas, la creciente presión empujó a Ender hasta el borde de la locura.

### La Batalla Final
La batalla final tuvo lugar junto a un planeta, teniendo como enemigo a una flota con una superioridad numérica abrumadora. Ender percibió esto como una prueba manifiestamente injusta y decidió ganar rompiendo las reglas, para que la victoria no tuviera sentido. Esto, pensó, haría convencer a sus instructores que no era el hombre para dirigir la flota a la batalla con los insectores. En lugar de luchar contra el grueso enemigo de la flota, Ender penetró en su perímetro defensivo y destruyó el planeta mismo, resultando en la destrucción el conjunto de todas las fuerzas insectoras. No fue sino hasta después de la batalla, y la confusión que siguió, cuando le revelaron a Ender que todo lo ocurrido en ese tiempo no era en realidad una simulación: él y sus compañeros habían sido los líderes de la invasión, sus órdenes se habían transmitido a tiempo real a la flota, la cual se había enviado a velocidad relativista décadas antes. La batalla final, de hecho, consistió en la destrucción del mundo insector y la erradicación de la raza insectoriana.
El mundo entero nombró a Ender su salvador, pero Ender, sin embargo, reaccionó con la culpa y la angustia por haber cometido, sin saberlo, genocidio, así como con la ira para permitir a los militares haberlo utilizado como una herramienta.
A raíz de la guerra, su hermana Valentine le informó de que nunca se le permitiría regresar a la Tierra debido a sus propias acciones en un esfuerzo por protegerse de él ya que se estaba convirtiendo en la mayor fuerza política de la Tierra. 
En lugar de ello viajó con ella a una de las colonias que se establecieron sobre una abandonada por los insectores. Una vez allí, descubrió una crisálida fertilizada de la reina insector, escondido en un lugar que los insectores habían diseñado siguiendo los sueños de Ender. Los Insectores sabían qué había sentido Ender, lo que él sabía y lo que no durante sus sueños atormentados sobre ellos en la Escuela de Mando. La Reina que se encontraba en la crisálida fue capaz de establecer una comunicación telepática rudimentaria con Ender y le reveló que había empezado a sospechar antes del final de la guerra: que todo el conflicto había sido un error, que no era sino el resultado de la incapacidad de comunicarse de dos especies completamente diferentes. Asimismo aprendió de la Reina que la insectores sentían un terrible pesar por haber luchado por esa equivocación contra los humanos y que había perdonado a Ender de la muerte de su raza. Por empatía con la Reina, Ender se comprometió a encontrarle un hogar para crecer en el que los insectores no serían aniquilados por los seres humanos.
En este proceso, Ender escribió un libro llamado "La Reina Colmena", que narra la historia de la guerra y la vida desde la perspectiva de la Reina Colmena. Ender utiliza el seudónimo de Portavoz de los muertos. 
Su hermano Peter Wiggin, el cual había logrado alcanzar la posición de Hegemón de la Tierra, se pone en contacto con él, ya que sabía que Ender era el escritor. Ender, como La voz de los Muertos escribió una segunda parte “El hegemón”. Los dos pronto formaron parte de la cultura popular, llegando a ser uno de los textos fundadores de una práctica casi religiosa en las colonias de la Tierra. Después de escribir el libro, Ender y Valentine partieron en un buque en un intento de encontrar un planeta que permitiera a la Reina crecer y que se podría llamar su nuevo hogar.

## La voz de los muertos
Esta historia comienza con un Ender de 3000 años que se ha conservado gracias a los efectos relativistas (al viajar a velocidades cercanas a la luz, el tiempo pasa más lentamente mientras viajas que en el tiempo real. El efecto es mayor mientras más te acercas a la velocidad de la luz). Lusitania, un planeta colonizado estrictamente católico (proveniente de Brasil) es un planeta en el que conviven dos diferentes especies: los humanos y los cerdis. A lo largo de la historia se va descubriendo el misterio que guardan los cerdis y Ender decide si en realidad es buen momento para que la Reina colmena renazca.
- Datos: Q2846779